# Tarte de Santiago

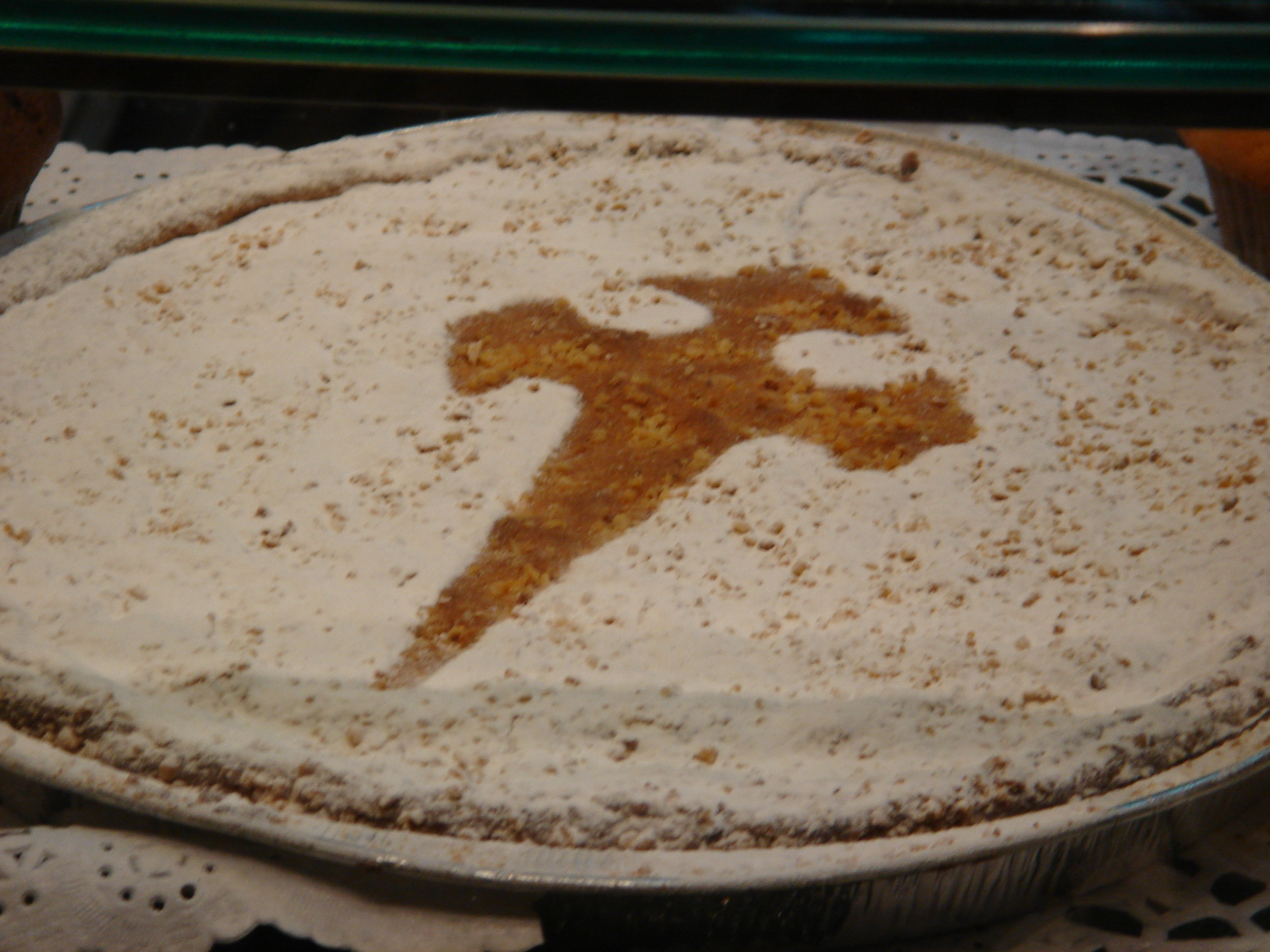
Tarte de Santigado com a típica representação da Cruz de Santiago

A tarte de Santiago é uma sobremesa tradicional da Galiza, na Espanha. É oriunda da capital galega, Santiago de Compostela, podendo ser encontrada por toda a Espanha. Os ingredientes principais deste doce são a amêndoa e os ovos.

## Características
Um dos ingredientes principais da tarte é a amêndoa (33% do total da massa), que se mói e mistura com ovo, farinha e açúcar, numa massa compacta (que pode levar também manteiga), que se aromatiza com canela e raspadura de limão, para ser posteriormente introduzida num forno, normalmente entre 180°C e 200°C, durante cerca de 45 minutos.
Segundo as receitas tradicionais, pode incluir brande ou aguardente como aromatizadores. O doce permanece no forno até se começar a formar uma crosta dura na superfície. É muito frequente colocar um molde com um buraco sob a forma da cruz da Ordem de Santiago e colocar açúcar fino sobre a superfície, de modo que ao ser retirada o molde fique a cruz "impressa".
O aroma característico deste doce é uma mistura equilibrada entre a amêndoa e o ovo. Ao cortá-la, o conteúdo deve ter uma cor dourada e a sua textura deve ser ligeiramente esponjosa.

## História
Não se sabe nada sobre o consumo de amêndoa na Galiza durante a Idade Média, mas sabe-se que a escassez deste alimento converteu-o num luxo reservado a poucos. A primeira notícia que se tem do uso deste "biscoito de amêndoa", que atualmente se conhece como tarte de Santiago, data de 1577, durante uma visita de Pedro de Portocarrero à Universidade de Santiago de Compostela, ainda que naquela altura fosse denominada "tarte real". A elaboração e a proporção dos ingredientes lembra a atual tarte de Santiago. As primeiras receitas fiáveis provêm de notas de Luis Bartolomé de Leybar, datando de 1838, sob a designação de "tarte de amêndoa".
A origem da Cruz de Santiago representada na sua superfície data de 1924, ano em que a confeitaria «Casa Mora» de Santiago de Compostela começa a enfeitar as tartes de amêndoa com aquela que viria a ser a sua silhueta característica.
Em 3 de Março de 2006, a tarte de Santiago passou a ser uma Denominação de origem protegida.

## Consumo
Ainda que na maioria dos casos seja um doce consumido entre as refeições, acompanhado por um café com leite, existem outras possibilidades, como por exemplo com um vinho doce.